# دیکانک
دیکانک، روستایی در دهستان ابوالحیات بخش کوهمره شهرستان کوه‌چنار در استان فارس ایران است. این روستا، مرکز دهستان ابوالحیات است.

## جمعیت
بر پایه سرشماری عمومی نفوس و مسکن در سال ۱۳۹۵، جمعیت این روستا برابر با ۱٬۱۲۴ نفر (۳۲۱ خانوار) بوده است.